# 赫尔姆赫兹音调记号
赫尔姆赫兹音调记号（Helmholtz pitch notation）是一套幫音高命名的方案，由德國科學家赫爾曼·馮·亥姆霍茲發明，會用到大寫字母（A至G）以及上下標的角分符號（ ͵  ′  或者  ⸜ ⸝）。
類似的記音法在德國其實一直都有用，用一種15至18世紀之間用的德國式風琴譜，這種樂譜在18世紀中開始不再使用，不過這種琴譜，用大寫字母標的八度已經是最低音，再低就已經標不到了。

## 註
1. ↑  Partitura Organum. . 2019年8月14號  [2023年4月29號] （英语）.